# Qrooz

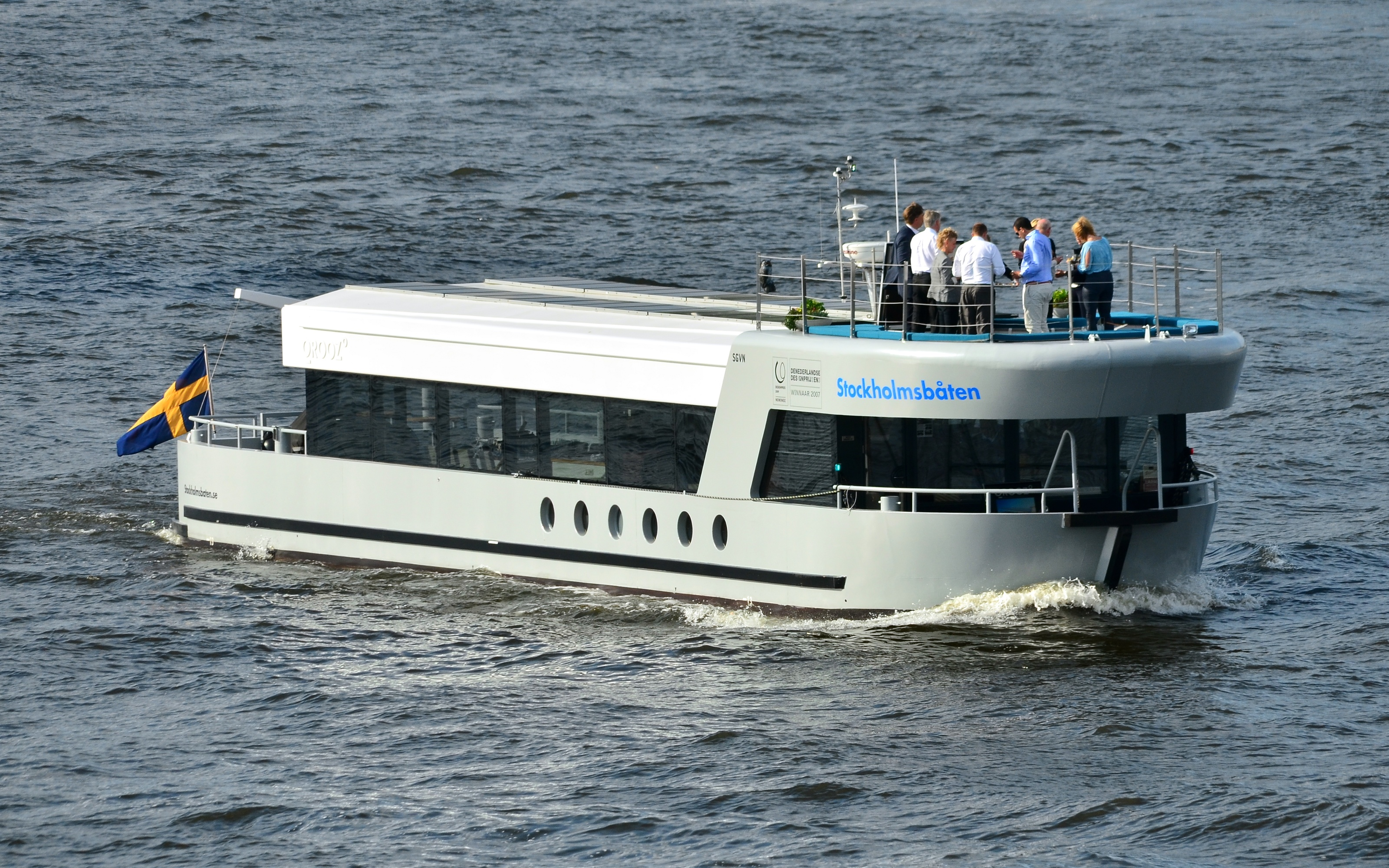
Qrooz 01 på Stockholms ström.

Qrooz är en serie holländska husbåtar som kan jämföras med motoryachter. 
Prototypen Qrooz 01 sjösattes 2007 och vann Dutch Designprize samma år, nominerad till German Design awards för 2009. 
Initiativtagare och VD för Qrooz Marine Cabins är Arno Schuurs, född 1971, med Huibert Groenendijk  ansvarig för designen.
Qrooz-båtarna är byggda i stål och tillverkas i tre storlekar mellan 15 och 25 meter långa.